# Jack Sock
Jack Sock (* 24. září 1992 Lincoln, Nebraska) je americký profesionální tenista a olympijský vítěz ze smíšené čtyřhry Riodejaneirské olympiády 2016, do níž nastoupil s Bethanií Mattekovou-Sandsovou. Na stejných hrách získal také bronz v mužské čtyřhře po boku Steva Johnsona.
V nejvyšší grandslamové kategorii vyhrál s krajankou Melanie Oudinovou smíšenou čtyřhru US Open 2011. V páru s Kanaďanem Vaskem Pospisilem triumfoval v mužské čtyřhře Wimbledonu 2014 a po boku Mika Bryana ovládl debla ve Wimbledonu 2018 a na US Open 2018. Společně zvítězili i na Turnaj mistrů 2018.
Ve své dosavadní kariéře na okruhu ATP Tour vyhrál čtyři singlové turnaje, když premiérový dobyl na antuce v Houstonu 2015. K nim přidal sedmnáct turnajových titulů ve čtyřhře, včetně čtyř z kategorie Masters. Na challengerech ATP a okruhu ITF získal šest titulů ve dvouhře a tři ve čtyřhře.
V sérii Masters si trofej odvezl z pařížského Rolex Paris Masters 2017. Semifinále dvouhry si zahrál na Turnaji mistrů 2017.
Na žebříčku ATP byl nejvýše ve dvouhře klasifikován v listopadu 2017 na 8. místě a ve čtyřhře pak v září 2018 na 2. místě. Trénuje ho bývalý bahamský tenista Mark Knowles. Dříve tuto roli plnili Troy Hahn či Jay Berger.
Spolu s Mikem Bryanem se stal v roce 2018 mistrem světa ITF ve čtyřhře.

## Tenisová kariéra

### Týmové soutěže
V americkém daviscupovém týmu debutoval v roce 2015 taškentskou baráží světové skupiny proti Uzbekistánu, v níž vyhrál dvouhry nad Farrukhem Dustovem i Denisem Istominem. Přispěl tak k výhře 32:1 na zápasy a záchraně Američanů v nejvyšší úrovni. Do roku 2018 v soutěži nastoupil k pěti mezistátním utkáním s bilancí 4–3 ve dvouhře a 2–0 ve čtyřhře.
Spojené státy americké reprezentoval na Letních olympijských hrách 2016 v Riu de Janeiru, kde v mužské čtyřhře vytvořil dvojici se Stevem Johnsonem. Jako nenasazení došli do semifinále, v němž nestačili na rumunské turnajové pětky Florina Mergeu a Horiu Tecăua. Následně získali bronzové kovy po výhře nad sedmou nasazenou kanadskou dvojicí Daniel Nestor a Vasek Pospisil. Zlatou medaili vyhrál ve smíšené čtyřhře, když po boku Bethanie Mattekové-Sandsové v ryze americkém finále zdolali dvojici startující na divokou kartu, Venus Williamsová a Rajeev Ram až v rozhodujícím supertiebreaku.
Za Spojené státy americké nastoupil poprvé na Hopman Cupu 2016, kdy společně s Victorií Duvalovou skončili s jednou výhrou na posledním, čtvrtém místě základní skupiny A. O rok později, na Hopman Cupu 2017, naopak po boku Coco Vandewegheové prošli základní fází bez porážky. Ve finále však nestačili na Francii, reprezentovanou Kristiny Mladenovicovou a Richardem Gasquetem, výsledkem 1:2 na zápasy.

### Vítěz juniorky US Open
Na US Open 2010 vyhrál juniorku dvouhry, kde startoval na divokou kartu. Ve finále porazil krajana Denise Kudlu a stal se tak prvním americkým vítězem juniorské dvouhry od triumfu Andyho Roddicka v roce 2000 na stejném turnaji. Titulem z dvouhry juniorského mistrovství USA 2011 v Kalamazoo si zajistil divokou kartu do hlavní soutěže dvouhry mužů na US Open 2011.

### Amatérský tenis
Maturoval 22. května 2011 na střední škole Blue Valley North High School v kansaském Overland Parku. Během středoškolské tenisové kariéry zaznamenal zápasovou bilanci výher a proher 80–0. Do července 2015 neodehrál v americkém daviscupovém týmu žádné utkání.

### Profesionální kariéra

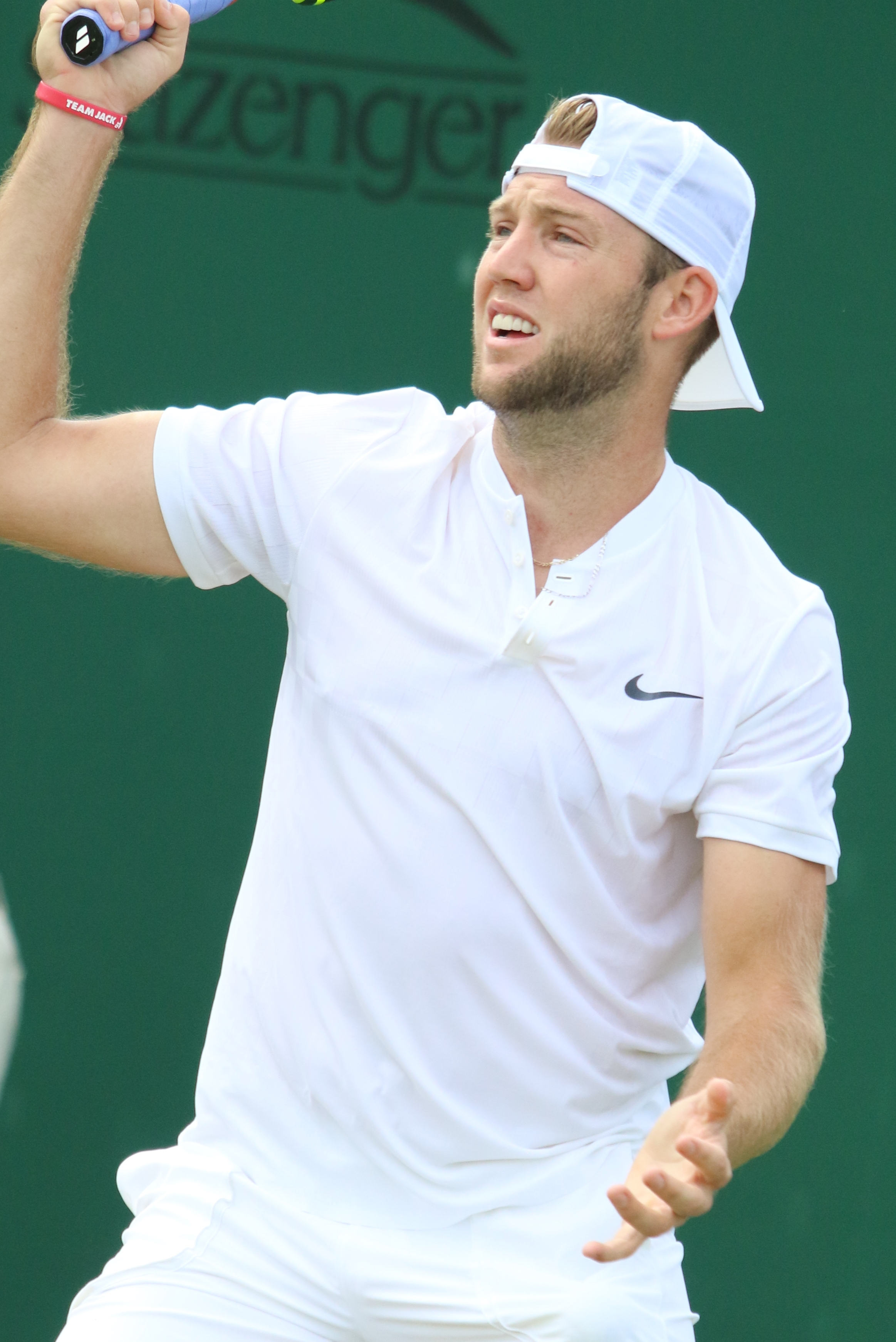
Během Wimbledonu 2017

Finále lednového ASB Classic 2016 si zahrál v Aucklandu. V duelu proti osmému nasazenému Robertu Bautistu Agutovi ztratil úvodní sadu a na počátku druhého setu zápas skrečoval. Jako dvacátý šestý hráč světa se potýkal v předchozích dvou dnech s virózou a za teplého a slunečného počasí byl na dvorci malátný. Bodový zisk mu zajistil nové kariérní maximum, když 18. ledna 2016 figuroval na 22. příčce.
Po sérii čtyř finálových porážek z dvouhry si druhý titul odvezl z lednového ASB Classic 2017 konaného na ostrovním Aucklandu. V roli čtvrtého nasazeného ve finále zdolal portugalského hráče Joãa Sousu po třísetovém průběhu. Třetí trofej vybojoval na únorovém Delray Beach Open 2017, když ze semifinále postoupil po výhře nad krajanem Donaldem Youngem. Finálový soupeř, kanadská turnajová jednička Milos Raonic, před duelem odstoupila pro natržený hamstring pravé dolní končetiny. Jako turnajová šestnáctka zavítal na závěrečný Masters sezóny 2017, listopadový Rolex Paris Masters, na němž přes Španěla Fernanda Verdasca a Francouze Juliena Benneteaua postoupil do svého premiérového finále mistrovské série. V závěrečném duelu turnaje přehrál srbského kvalifikanta a 77. hráče žebříčku Filipa Krajinoviće po třísetovém průběhu. Bodový zisk jej poprvé v kariéře posunul do elitní světové desítky a zajistil mu debutovou účast na londýnském Turnaji mistrů, hraném o dva týdny později, kde postoupil ze skupiny do semifinále. Stal se i prvním Američanem, jenž vyhrál dvouhru Mastersu od triumfu Andyho Roddicka na Miami Masters 2010. Sezónu tak zakončil jako americká jednička na 8. místě.
V důsledku zranění Boba Bryana vytvořil pár s Mikem Bryanem v deblové soutěži Wimbledonu 2018, kde ve finále zdolali jihoafricko-novozélandské turnajové třináctky Ravena Klaasena s Michaelem Venusem po pětisetové bitvě. Oba se stali třetím a čtvrtým tenistou v All England Clubu, jimž se podařilo získat wimbledonský titul dvakrát s jiným spoluhráčem. Navázali tak na Australana Todda Woodbridge a amerického bouřliváka Johna McEnroea.

## Finále na Grand Slamu

### Mužská čtyřhra: 2 (3–0)
| Stav  | rok  | turnaj        | povrch | spoluhráč      | soupeři ve finále           | výsledek                          |
| ----- | ---- | ------------- | ------ | -------------- | --------------------------- | --------------------------------- |
| Vítěz | 2014 | Wimbledon     | tráva  | Vasek Pospisil | Bob Bryan Mike Bryan        | 7–6(7–5), 6–7(3–7), 6–4, 3–6, 7–5 |
| Vítěz | 2018 | Wimbledon (2) | tráva  | Mike Bryan     | Raven Klaasen Michael Venus | 6–3, 6–7(7–9), 6–3, 5–7, 7-5      |
| Vítěz | 2018 | US Open       | tvrdý  | Mike Bryan     | Łukasz Kubot Marcelo Melo   | 6–3, 6–1                          |

### Smíšená čtyřhra: 1 (1–0)
| Stav  | rok  | turnaj  | povrch | spoluhráčka      | soupeři ve finále              | výsledek              |
| ----- | ---- | ------- | ------ | ---------------- | ------------------------------ | --------------------- |
| Vítěz | 2011 | US Open | tvrdý  | Melanie Oudinová | Gisela Dulková Eduardo Schwank | 7–6(7–4), 4–6, [10–8] |

## Zápasy o olympijské medaile

### Mužská čtyřhra: 1 (1 bronz)
| Medaile | datum          | dějiště                  | spoluhráč     | soupeři ve finále            | výsledek |
| ------- | -------------- | ------------------------ | ------------- | ---------------------------- | -------- |
| Bronz   | 12. srpna 2016 | Rio de Janeiro, Brazílie | Steve Johnson | Daniel Nestor Vasek Pospisil | 6–2, 6–4 |

### Smíšená čtyřhra: 1 (1 zlato)
| Medaile | datum          | dějiště                  | spoluhráčka                 | soupeři ve finále            | výsledek              |
| ------- | -------------- | ------------------------ | --------------------------- | ---------------------------- | --------------------- |
| Zlato   | 14. srpna 2016 | Rio de Janeiro, Brazílie | Bethanie Matteková-Sandsová | Venus Williamsová Rajeev Ram | 6–7(3–7), 6–1, [10–7] |

## Finále na okruhu ATP Tour
| Legenda                              |
| D – dvouhra; Č – čtyřhra             |
| Grand Slam (3–0 Č)                   |
| Turnaj mistrů (1–0 Č)                |
| ATP Tour Masters 1000 (1–0 D; 4–6 Č) |
| ATP Tour 500 (3–3 Č)                 |
| ATP Tour 250 (3-4 D; 6–1 Č)          |

| Tituly dle povrchu    |
| --------------------- |
| tvrdý (3–3 D; 13–9 Č) |
| antuka (1–1 D; 1–1 Č) |
| tráva (3–0 Č)         |
| koberec (0–0)         |

### Dvouhra: 8 (4–4)
| Stav      | č. | datum             | turnaj                      | povrch    | soupeř ve finále      | výsledek            |
| --------- | -- | ----------------- | --------------------------- | --------- | --------------------- | ------------------- |
| Vítěz     | 1. | 12. dubna 2015    | Houston, Spojené státy      | antuka    | Sam Querrey           | 7–6(11–9), 7–6(7–2) |
| Finalista | 1. | 25. října 2015    | Stockholm, Švédsko          | tvrdý (h) | Tomáš Berdych         | 6–7(1–7), 2–6       |
| Finalista | 2. | 16. ledna 2016    | Auckland, Nový Zéland       | tvrdý     | Roberto Bautista Agut | 1–6, 0–1skreč       |
| Finalista | 3. | 10. dubna 2016    | Houston, Spojené státy      | antuka    | Juan Mónaco           | 6–3, 3–6, 5–7       |
| Finalista | 4. | 23. října 2016    | Stockholm, Švédsko (2)      | tvrdý (h) | Juan Martín del Potro | 5–7, 1–6            |
| Vítěz     | 2. | 14. ledna 2017    | Auckland, Nový Zéland       | tvrdý     | João Sousa            | 6–3, 5–7, 6–3       |
| Vítěz     | 3. | 26. února 2017    | Delray Beach, Spojené státy | tvrdý     | Milos Raonic          | bez boje            |
| Vítěz     | 4. | 5. listopadu 2017 | Paříž, Francie              | tvrdý (h) | Filip Krajinović      | 5–7, 6–4, 6–1       |

### Čtyřhra: 27 (17–10)
| Stav      | č.  | datum              | turnaj                                    | povrch    | spoluhráč         | soupeři ve finále                        | výsledek                          |
| --------- | --- | ------------------ | ----------------------------------------- | --------- | ----------------- | ---------------------------------------- | --------------------------------- |
| Finalista | 1.  | 24. února 2013     | Memphis, Spojené státy                    | tvrdý (h) | James Blake       | Bob Bryan Mike Bryan                     | 1–6, 2–6                          |
| Vítěz     | 1.  | 3. března 2013     | Delray Beach, Spojené státy               | tvrdý     | James Blake       | Max Mirnyj Horia Tecău                   | 6–4, 6–4                          |
| Vítěz     | 2.  | 7. července 2014   | Wimbledon, Londýn, Spojené království     | tráva     | Vasek Pospisil    | Bob Bryan Mike Bryan                     | 7–6(7–5), 6–7(3–7), 6–4, 3–6, 7–5 |
| Vítěz     | 3.  | 27. července 2014  | Atlanta, Spojené státy                    | tvrdý     | Vasek Pospisil    | Steve Johnson Sam Querrey                | 6–3, 5–7, [10–5]                  |
| Finalista | 2.  | 17. srpna 2014     | Cincinnati, Spojené státy                 | tvrdý     | Vasek Pospisil    | Bob Bryan Mike Bryan                     | 3–6, 2–6                          |
| Finalista | 3.  | 19. října 2014     | Stockholm, Švédsko                        | tvrdý (h) | Treat Huey        | Eric Butorac Raven Klaasen               | 4-6, 3-6                          |
| Vítěz     | 4.  | 21. března 2015    | Indian Wells, Spojené státy               | tvrdý     | Vasek Pospisil    | Simone Bolelli Fabio Fognini             | 6–4, 6–7(3–7), [10–7]             |
| Finalista | 4.  | 4. dubna 2015      | Miami, Spojené státy                      | tvrdý     | Vasek Pospisil    | Bob Bryan Mike Bryan                     | 3–6, 6–1, [8–10]                  |
| Vítěz     | 5.  | 11. října 2015     | Peking, Čína                              | tvrdý     | Vasek Pospisil    | Daniel Nestor Édouard Roger-Vasselin     | 3–6, 6–3, [10–6]                  |
| Vítěz     | 6.  | 25. října 2015     | Stockholm, Švédsko                        | tvrdý (h) | Nicholas Monroe   | Mate Pavić Michael Venus                 | 7–5, 6–2                          |
| Finalista | 5.  | 8. listopadu 2015  | Paříž, Francie                            | tvrdý (h) | Vasek Pospisil    | Ivan Dodig Marcelo Melo                  | 6–2, 3–6, [5–10]                  |
| Finalista | 6.  | 19. března 2016    | Indian Wells, Spojené státy               | tvrdý     | Vasek Pospisil    | Pierre-Hugues Herbert Nicolas Mahut      | 3–6, 6–7(5–7)                     |
| Finalista | 7.  | 15. května 2016    | Řím, Itálie                               | antuka    | Vasek Pospisil    | Bob Bryan Mike Bryan                     | 6–2, 3–6, [7–10]                  |
| Finalista | 8.  | 9. října 2016      | Peking, Čína                              | tvrdý     | Bernard Tomic     | Pablo Carreño Busta Rafael Nadal         | 7–6(8–6), 2–6, [8–10]             |
| Vítěz     | 7.  | 16. října 2016     | Šanghaj, Čína                             | tvrdý     | John Isner        | Henri Kontinen John Peers                | 6–4, 6–4                          |
| Vítěz     | 8.  | 30. října 2016     | Basilej, Švýcarsko                        | tvrdý (h) | Marcel Granollers | Robert Lindstedt Michael Venus           | 6–3, 6–4                          |
| Finalista | 9.  | 1. dubna 2017      | Miami, Spojené státy                      | tvrdý     | Nicholas Monroe   | Marcelo Melo Łukasz Kubot                | 5–7, 3–6                          |
| Finalista | 10. | 9. října 2017      | Peking, Čína                              | tvrdý     | John Isner        | Henri Kontinen John Peers                | 3–6, 6–3, [7–10]                  |
| Vítěz     | 9.  | 25. února 2018     | Delray Beach, Spojené státy               | tvrdý     | Jackson Withrow   | Nicholas Monroe John-Patrick Smith       | 4–6, 6–4, [10–8]                  |
| Vítěz     | 10. | 18. března 2018    | Indian Wells, Spojené státy (2)           | tvrdý     | John Isner        | Bob Bryan Mike Bryan                     | 7–6(7–4), 7–6(7–2)                |
| Vítěz     | 11. | 26. května 2018    | Lyon, Francie                             | antuka    | Nick Kyrgios      | Roman Jebavý Matwé Middelkoop            | 7–5, 2–6, [11–9]                  |
| Vítěz     | 12. | 14. července 2018  | Wimbledon, Londýn, Spojené království (2) | tráva     | Mike Bryan        | Raven Klaasen Michael Venus              | 6–3, 6–7(7–9), 6–3, 5–7, 7–5      |
| Vítěz     | 13. | 8. září 2018       | US Open, New York, Spojené státy          | tvrdý     | Mike Bryan        | Łukasz Kubot Marcelo Melo                | 6–3, 6–1                          |
| Vítěz     | 14. | 18. listopadu 2018 | Turnaj mistrů, Londýn, Spojené království | tvrdý (h) | Mike Bryan        | Pierre-Hugues Herbert Nicolas Mahut      | 5–7, 6–1, [13–11]                 |
| Vítěz     | 15. | 18. července 2021  | Newport, Spojené státy                    | tráva     | William Blumberg  | Austin Krajicek Vasek Pospisil           | 6–2, 7–6(7–3)                     |
| Vítěz     | 16. | 19. března 2022    | Indian Wells, Spojené státy (3)           | tvrdý     | John Isner        | Santiago González Édouard Roger-Vasselin | 7–6(7–4), 6–3                     |
| Vítěz     | 17. | 7. srpna 2022      | Washington, D.C., Spojené státy           | tvrdý     | Nick Kyrgios      | Ivan Dodig Austin Krajicek               | 7–5, 6–4                          |

## Finále soutěží družstev: 1 (0–1)
| Stav      | č. | datum         | soutěž                      | povrch    | spoluhráči         | soupeři ve finále                      | výsledek |
| --------- | -- | ------------- | --------------------------- | --------- | ------------------ | -------------------------------------- | -------- |
| Finalista | 1. | 7. ledna 2017 | Hopman Cup Perth, Austrálie | tvrdý (h) | Coco Vandewegheová | Kristina Mladenovicová Richard Gasquet | 1–2      |

## Finále na juniorce Grand Slamu

### Dvouhra: 1 (1–0)
| Stav  | rok  | turnaj  | povrch | soupeř ve finále | výsledek      |
| ----- | ---- | ------- | ------ | ---------------- | ------------- |
| Vítěz | 2010 | US Open | tvrdý  | Denis Kudla      | 3–6, 6–2, 6–2 |

## Postavení na konečném žebříčku ATP

### Dvouhra
| Rok    | 2009 | 2010   | 2011   | 2012   | 2013   | 2014  | 2015  | 2016  | 2017 | 2018   |
| Pořadí | 699. | ▼ 870. | ▲ 382. | ▲ 150. | ▲ 104. | ▲ 42. | ▲ 26. | ▲ 23. | ▲ 8. | ▼ 107. |

### Čtyřhra
| Rok    | 2010 | 2011   | 2012   | 2013   | 2014  | 2015  | 2016  | 2017  | 2018 |
| Pořadí | 681. | ▲ 369. | ▲ 167. | ▲ 103. | ▲ 15. | ▼ 19. | ▲ 16. | ▼ 39. | ▲ 2. |